# Therioaphis astragali
Therioaphis astragali är en insektsart. Therioaphis astragali ingår i släktet Therioaphis och familjen långrörsbladlöss. Inga underarter finns listade i Catalogue of Life.